# Distretto di Bogot
Il distretto di Bogot è uno dei 10 distretti della Regione di Xorazm, in Uzbekistan. Il capoluogo è Bogot (Bagat).